# Carmelo Colamonico
Vito Carmelo Colamonico (Colamonaco) (* 27. Juli 1882 in Acquaviva delle Fonti; † 31. Dezember 1973 in Neapel) war ein italienischer Geograph und Akademiker.

## Leben
Carmelo Colamonico wurde am 27. Juli 1882 in Acquaviva delle Fonti als Sohn von Ottavio Colamonaco und Maria Paola Del Giudice geboren. In seinen Jugendjahren besuchte er als Schüler des Philosophieprofessors Antonio Lucarelli das Gymnasium in Gioia del Colle. Sein Philosophiestudium an der Universität Neapel wurde von Filippo Porena, einem der profiliertesten Geografen seiner Zeit, besonders stark gefördert. Er schloss es im Jahre 1905 mit einer Arbeit über die Geographie von Apulien ab.
Aus Neapel zurückgekehrt, beteiligte sich Colamonico aktiv am gesellschaftlichen und politischen Stadtleben und wurde Referent für Bildung. Er lehrte sowohl am Gymnasium von Gioia del Colle als auch an den Technischen Instituten von Bari, Foggia und Neapel. Im Jahre 1922 erhielt er den Lehrstuhl für Wirtschaftsgeographie an der Hochschule für Wirtschaft und Gewerbe in Bari, heute Fakultät für Wirtschaftswissenschaften der Universität Bari.
Colamonico heiratete am 15. Oktober 1923 Anna Maria Pellerano, mit der er zwei Töchter hatte, und ließ sich in Cassano delle Murge nieder. Als er 1927 Universitätsprofessor für Geographie wurde, zog er nach Neapel, 1942 bis 1952 war er Dekan der Philosophischen Fakultät. Währenddessen unterrichtete er auch Kolonialgeographie an der Universität Neapel L’Orientale und der Universität Neapel Suor Orsola Benincasa. Von 1947 bis 1954 war er Mitglied im Bildungsrat, wurde Präsident der Accademia Pontaniana und war ab 1963 Mitglied der Accademia Nazionale dei Lincei. Weitere Ehrenmitgliedschaften hatte er an der Italienischen Geographischen Gesellschaft, der Accademia Pugliese delle Scienze und der Società Nazionale di Scienze, Lettere e Arti in Napoli inne. Colamonico arbeitete am Istituto dell’Enciclopedia Italiana Treccani mit und wurde Direktor des Zentrums für Wirtschaftsgeographie am Consiglio Nazionale delle Ricerche. Zudem wurde er Vorsitzender des Nationalen Komitees für die Carta della utilizzazione del suolo d’Italia, später auch Direktor des Meteorologischen Observatoriums von Bari. Von 1963 bis 1965 war er auch Mitglied des Obersten Rates der Akademien und Bibliotheken.
Bis zum Jahr 1971 setzte Colamonico seine Arbeiten und Forschungen fort und starb am 31. Dezember 1973 in Neapel.

## Wirken
Ab 1908, bereits mit 25 Jahren, begann er mit der Veröffentlichung von wissenschaftlichen Werken und arbeitete an den Studi corologici sulla Puglia, ein mehrbändiges Werk zu Studien der Chorologie Apuliens. Im Jahre 1910 nahm er am VII. Congresso Geografico Italiano in Palermo teil, wo er auf seine ersten Studien zur Karstmorphologie und Grundwasserhydrographie Apuliens hinwies. Die Ergebnisse seiner Studien über die hydrogeologischen Besonderheiten Apuliens veröffentlichte er in seiner Arbeit Le acque sotterranee in Puglia 1913. Zwei Jahre darauf brachte er die umfangreiche Monographie mit La pioggia nella Campania heraus, die Resultate seiner Untersuchungen zum Niederschlag in Kampanien. Dann begann er sich eingehend mit der Kartographie zu beschäftigen und veröffentlichte 1921 die Appunti storici sulla cartografia della Puglia, Notizen zur Geschichte der Kartographie Apuliens.
Colamonico war des Weiteren für Agrar- und Wirtschaftsgeographie verantwortlich und veröffentlichte 1922 einen Artikel über die geographische Verteilung der Kulturen in der Provinz Bari. Im Jahr 1926 beendete er seine Studien zur Karstmorphologie Apuliens, die er hauptsächlich in den Karstregionen Pulo di Altamura, Pulicchio di Gravina und diversen Karstbecken um Murge ausführte. Er organisierte den XI. Congresso Geografico Italiano in Neapel (1930) und publizierte dazu ein vierbändiges Tagungsprotokoll. Ab 1932 untersuchte er die Bedeutung der Niederschlagshäufigkeit für die Bevölkerung der Siedlungen um Murge. Er veranschaulichte 1939 die älteste regionale Karte Apuliens von Jacopo Gastaldi aus dem Jahre 1567.
Als Colamonico Direktor des Zentrums für Wirtschaftsgeographie am Consiglio Nazionale delle Ricerche wurde, begann 1956 seine wichtigste Kollektivarbeit an der Veröffentlichung der Carta della utilizzazione del suolo d’Italia, die 26 Karten hohen Maßstabs in 18 Bänden der Memorie di geografia economica enthielt, die die Vegetation Italiens beschreiben. Diese Arbeit genoss besondere internationale Resonanz, so dass er am Internationalen Geographischen Kongress in Stockholm und in Washington Bekanntheit gewinnen konnte. Colamonico legte einen besonderen Maßstab an die Verwendung von geographischen Karten in der Bildung und gab daher eine Vielzahl von Karten heraus, die die allgemeine und die physische Geographie sowie die Geschichte darstellen. Diese hatte er 1956 in La geografia nelle scuole secondarie, einem geographischen Schulatlas für die Sekundarstufen, zusammengefasst. Auch Lehrbücher hatte er verfasst. Im Jahre 1957 organisierte er den XVII. Congresso Geografico Italiano in Bari.
Insgesamt veröffentlichte Colamonico in seinen 65 Studienjahren über 200 Schriften und Werke über Süditalien, insbesondere über den Karst und die Grundwasserhydrographie.

## Werke
- Studi corologici sulla Puglia. 3 Bände, 1908–1915. Pansini, Bari.
- Le acque sotterranee in Puglia. In: Bollettino della Reale Società Geografica Italiana. Serie 5:2. Rom 1913, S. 364–380, 527–541.
- La pioggia nella Campania. Florenz 1915.
- La distribuzione della popolazione nella Puglia centrale e meridionale secondo la natura geologica del suolo. In: Bollettino della Reale Società Geografica Italiana. Serie 5:5. Rom 1916, S. 201–234; 274–305; 403–429.
- La piovosita della Terra d’Otranto. In: Bollettino della Reale Società Geografica Italiana. Serie 5:6. Rom 1917, S. 509–537.
- Le conche carsiche di Castellana in Terra di Bari. In: Bollettino della Reale Società Geografica Italiana. Serie 5:6. Rom 1917, S. 693–713, 827–843.
- Il Pulo di Altamura. Del Bianco, Udine 1917.
- Zone di piovosita e densita di popolazione nella provincia di Lecce. In: Rivista geografica italiana. Band 24, Nr. 5. Pacini, Pisa 1917.
- Il pulicchio di Gravina. In: Rivista geografica italiana. Band 24, Nr. 7/8. Pacini, Pisa 1917.
- Un cinquantennio di osservazioni pluviometriche a Bari. In: Bollettino della Reale Società Geografica Italiana. Serie 5:7. Rom 1918, S. 99–113.
- La distribuzione della popolazione in Puglia secondo la distanza dal mare. In: Bollettino della Reale Società Geografica Italiana. Serie 5:7. Rom 1918, S. 373–391, 597–622, 760–780.
- Doline murgiane. In: La Geografia. Novara 1920.
- Appunti storici sulla cartografia della Puglia. In: Bollettino della Reale Società Geografica Italiana. Serie 5:10. Rom 1921, S. 295–326, 457–465.
- Aspetti del carsismo in puglia. Le murge di Cassano. In: Annuario del R. Istituto Superiore di Scienze Economiche e Commerciali in Bari. Cressati, Bari, S. 1–54 (1923/24).
- Note geografiche sul Gargano. In: Annuario del R. Istituto Superiore di Scienze Economiche e Commerciali, Bari. Cressati, Bari 1925, S. 1–14.
- La Geografia della Puglia. Profilo monografico regionale. Cressati, Bari 1926.
- La più antica Carta regionale della Puglia. In: Japigia. Band 10. Cressati, Bari 1939, S. 145–185.
- La carta del Regno di Napoli della Libreria della Stella e la sua fonte principale. In: L’Universo. Jg. 23. Florenz 1942, S. 169–179.
- Alcune caratteristiche del carsismo pugliese. In: Rendiconto dell’Accademia delle Scienze Fisiche e Matematiche. Serie 4:18. Neapel 1951, S. 264–267.
- Per la carta della utilizzazione del suolo d’Italia. In: Memorie di geografia economica. Band 7. Neapel 1952, S. 5–66.
- La geografia nelle scuole secondarie. Neapel 1956.
- Aspetti geologici e geografici del Salento. In: Studi salentini. Band 1. Lecce 1956.
- Memoria illustrativa della carta della utilizzazione del suolo della Puglia. Rom 1960.
- La Carta delle colture agrarie d’Italia e la sua utilita nell’insegnamento. Palombi, Rom 1965.
- La Carta della utilizzazione del suolo d’Italia sta per essere ultimata. In: Atti del 20. Congresso geografico italiano. Rom 1967, S. 43–48.
- La casa rurale in Puglia. In: Ricerche sulle dimore rurali in Italia. Band 28. Olkschi, Florenz 1970, S. 1–14, 143–182.
- La geografia agraria delle regioni italiane. In: Bollettino della Società Geografica Italiana. Serie 9:12. Rom 1971, S. 593–604.